# Пляж Нисси
Нисси (англ. Nissi Beach) — популярный пляж на курорте Айя-Напа на острове Кипр.
Пляж простирается на 500 метров вдоль бухты с кристально чистой водой, благодаря чему пляж был удостоен награды «Голубой флаг». Пляж, протянувшийся вдоль собственной бухты, получил свое название от небольшого островка Нисси (греч. Νησί), расположенного недалеко от побережья. К необитаемому островку можно легко добраться пешком по мелководью, а его расположение обеспечивает хорошее укрытие для остальной части пляжа. Островок покрыт низкой местной растительностью.
Пляж Нисси-Бич стал популярным местом для клабберов после прямых трансляций, транслируемых на BBC Radio 1 Roadshow во время летнего туристического сезона с 2002 года. Пляжный бар Nissi Bay очень популярен среди местных жителей и туристов, здесь на протяжении всего дня играет музыка и организуются пенные вечеринки и площадки для выступления приглашенных ди-джеев. На пляже доступны для всех посетителей две площадки для пляжного волейбола. Кроме этого, можно покататься на водных лыжах или виндсерфинге.
В 2005 году археологические раскопки вдоль западных границ залива выявили свидетельства наличия примитивных инструментов для разжигания огня, возраст которых составляет 12000 лет, что указывает на то, что этот район мог быть заселен первыми людьми на острове.